# Сан-Роке (Кадіс)
Сан-Роке (ісп. San Roque) — муніципалітет в Іспанії, у складі автономної спільноти Андалусія, у провінції Кадіс. Населення — 29 588 осіб (2010).
Муніципалітет розташований на відстані близько 490 км на південь від Мадрида, 90 км на південний схід від Кадіса.
На території муніципалітету розташовані такі населені пункти: (дані про населення за 2010 рік)
- Кампаменто: 1893 особи
- Картея-Гуадарранке: 155 осіб
- Естасьйон-Ферреа: 2593 особи
- Гуадіаро: 5863 особи
- Пуенте-Майорга: 2118 осіб
- Сан-Енріке: 1064 особи
- Сан-Роке: 11241 особа
- Тарагілья: 3099 осіб
- Торрегуадіаро: 1562 особи

## Демографія
Динаміка населення (INE ):

## Уродженці
- Адольфо Альдана (*1966) — іспанський футболіст, півзахисник, згодом — футбольний тренер.

## Галерея зображень

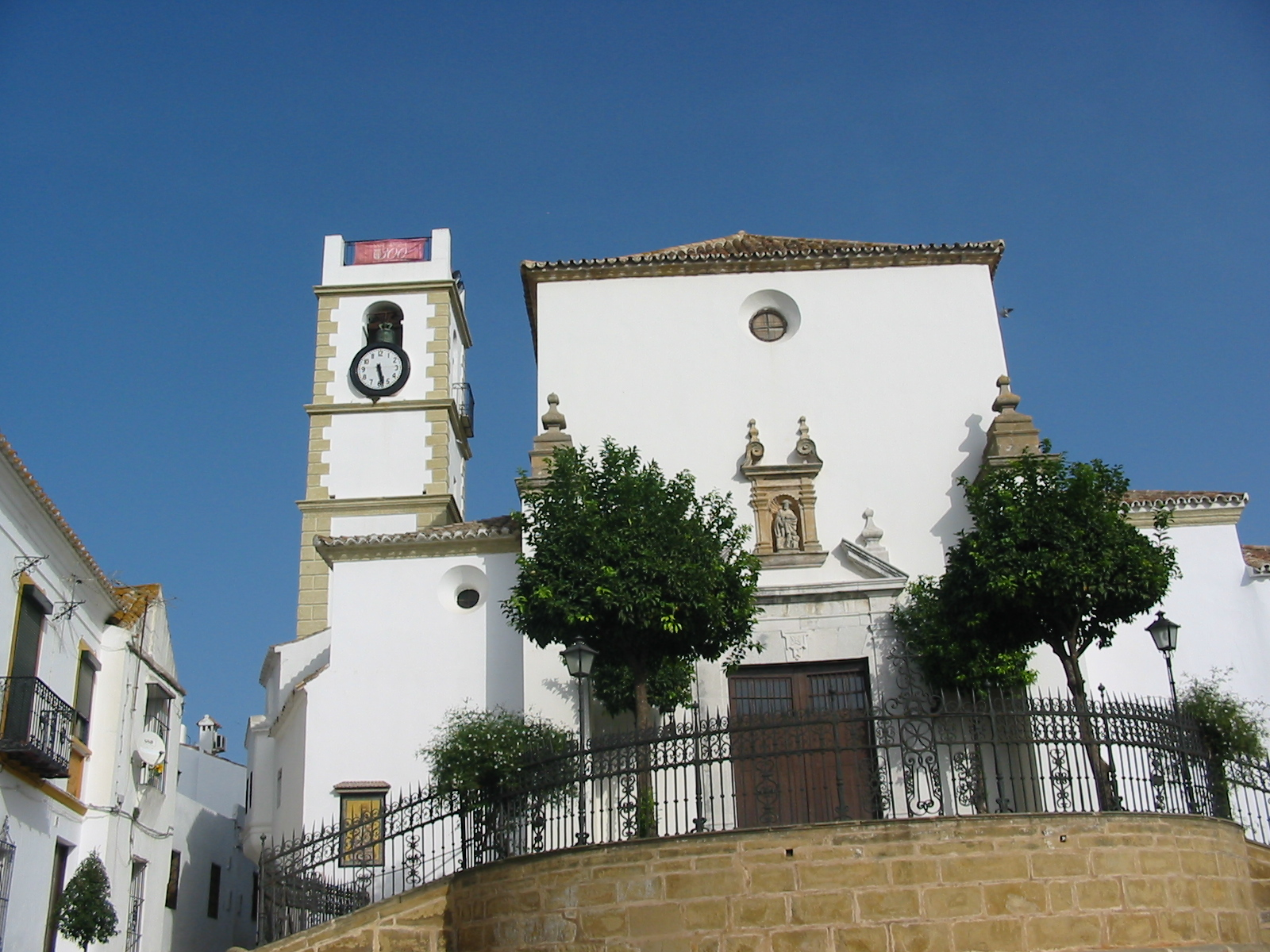
Церква Санта-Марія-ла-Коронада
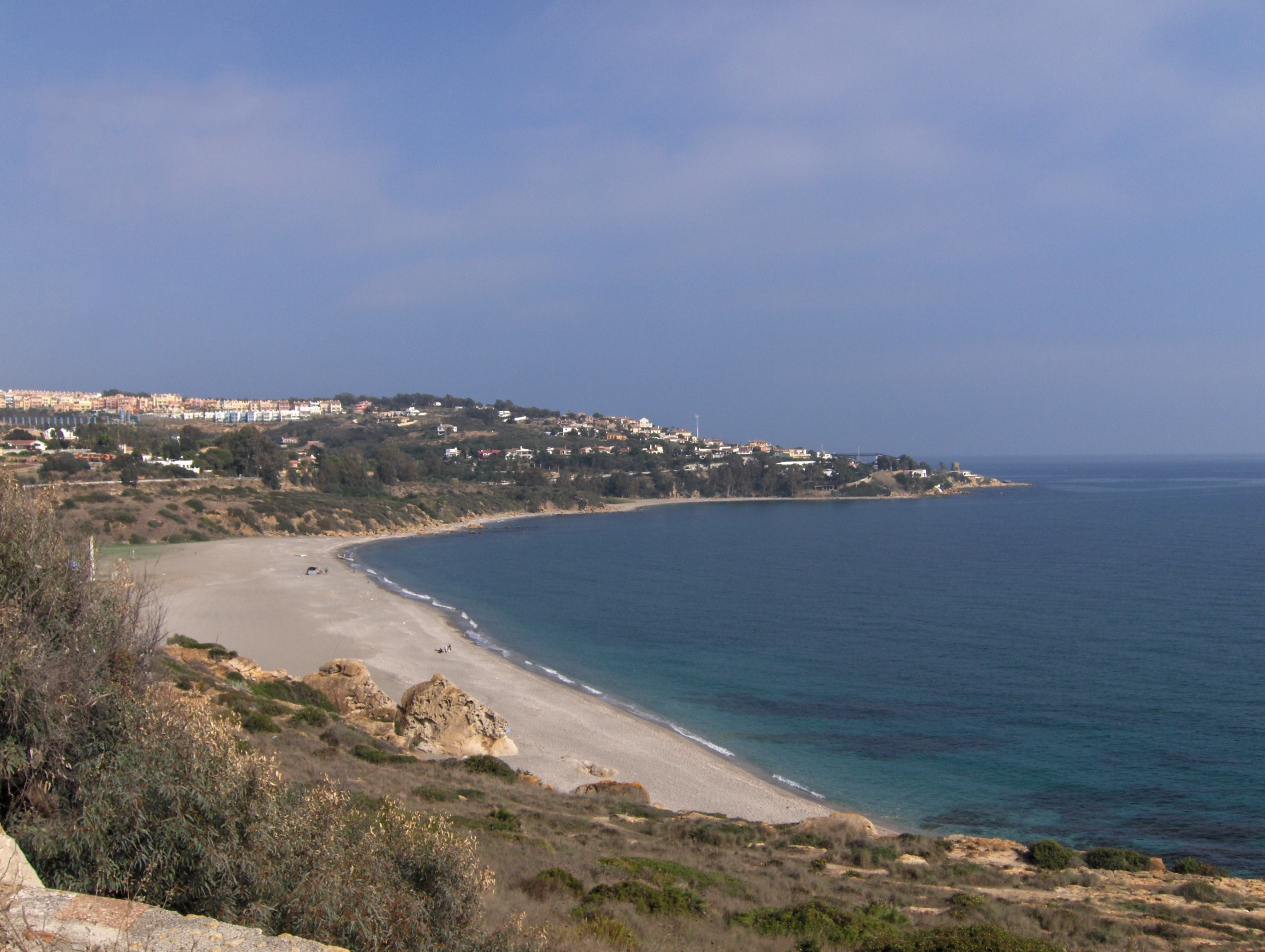
Пляж Кала-Сардина
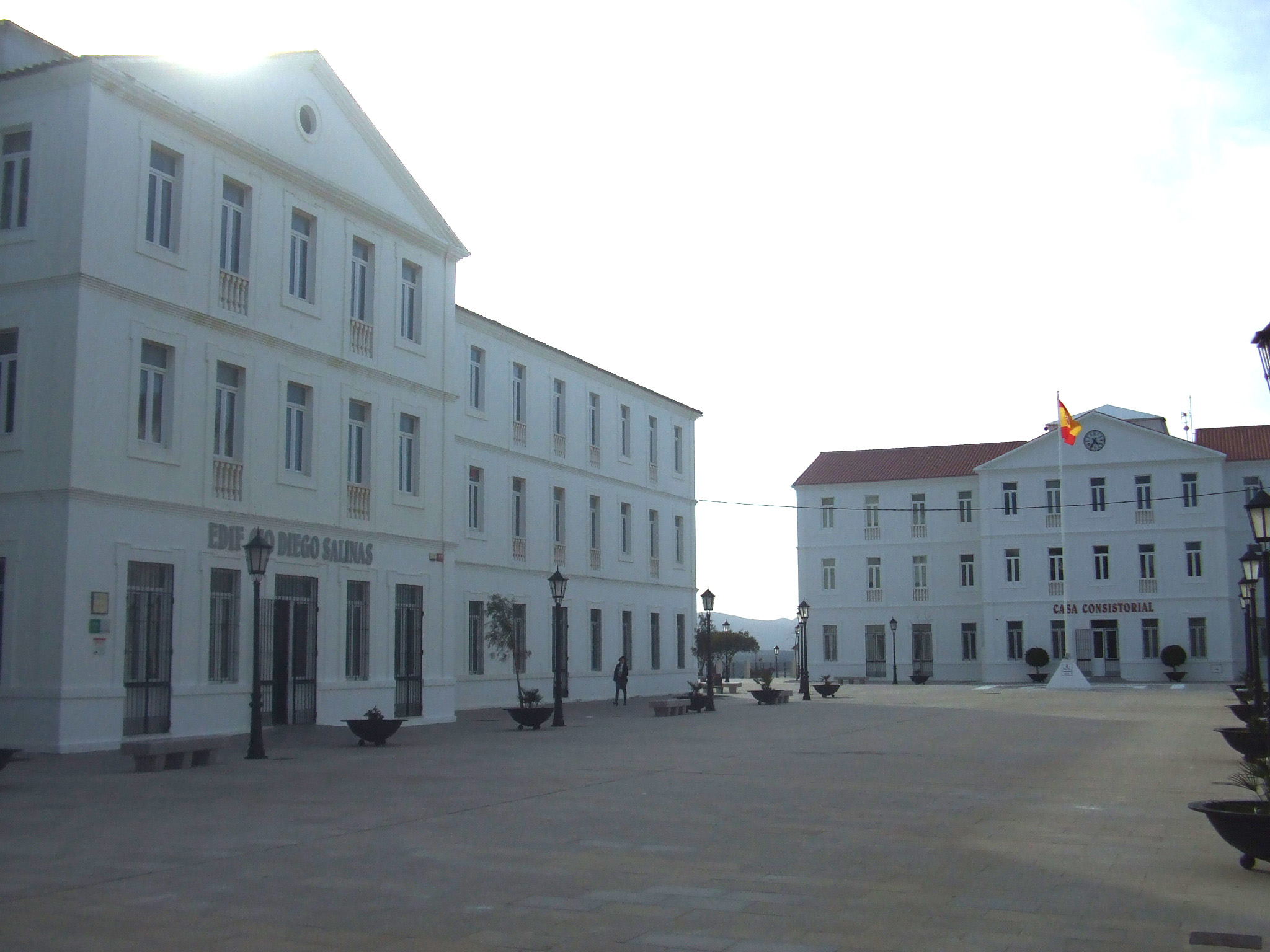
Ратуша